# Уолтер, Барбара
Барбара Уолтер (англ. Barbara F. Walter; род. 1964, Бронксвилл, Нью-Йорк) — американский политолог, один из ведущих мировых исследователей гражданских войн, насильственного экстремизма и терроризма. Доктор философии, именной профессор Калифорнийского университета в Сан-Диего. Член НАН США и Американской академии искусств и наук (обеих — с 2023). Удостоена ряда других отличий.

## Биография
Ее отец — немец.
Окончила Бакнеллский университет (бакалавр политологии и немецкого языка).
Получила степени магистра и докторскую — и ту и другую по политологии — в Чикагском университете; дисс. — «Переговоры об урегулировании гражданских войн». Прошла постдокторантуру в Институте стратегических исследований им. Олина при Гарвардском университете и Институте войны и мира при Колумбийском университете. С 1996 года преподает политологию в UC San Diego School of Global Policy and Strategy, ныне именной профессор. Отмечена UC San Diego Distinguished Teaching Award (2012/3).
Член Совета по международным отношениям. Изучает, в частности, почему с 2003 года в мусульманских странах вспыхнуло так много гражданских войн.
Спикер TED 2023 года.
Является частым гостем в прямом эфире на CNN, MSNBC и PBS. Сотрудничает с Эрикой Ченовет.
Член редколлегий American Political Science Review, International Organization, Journal of Politics, Journal of Conflict Resolution, International Studies Quarterly и World Politics.
Автор пяти книг и десятков статей. Писала для New Yorker, New York Times, Washington Post, Wall Street Journal, Los Angeles Times, Time, New Republic и Foreign Affairs. Автор бестселлера New York Times «Как начинаются гражданские войны: и как их остановить» (How Civil Wars Start). Другие книги — «Committing to Peace: The Successful Settlement of Civil Wars» (2002), «Reputation and Civil War: Why Separatist Conflicts Are So Violent» (2009), «Civil Wars, Insecurity, and Intervention».